# Hans Winderstein

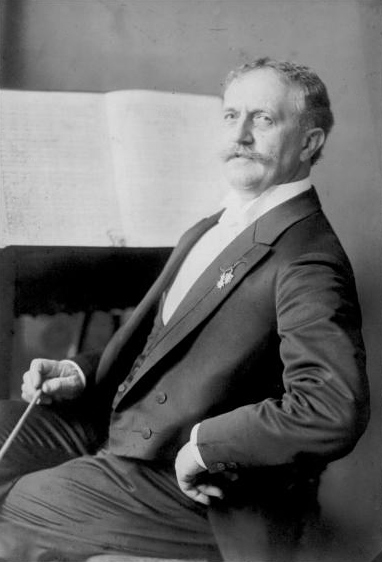
Hans Winderstein auf einer Fotografie von Nicola Perscheid

Hans Wilhelm Gustav Winderstein (* 29. Oktober 1856 in Lüneburg; † 23. Juni 1925 in Gießen) war ein deutscher Dirigent und Komponist. Er war der erste Chefdirigent des neu gegründeten Kaim Orchesters, der heutigen Münchner Philharmoniker.

## Leben
Winderstein studierte von 1877 bis 1880 am Leipziger Konservatorium und spielte im Leipziger Gewandhausorchester. Von 1880 bis 1884 leitete er Baron Paul von Derwies privates Orchester in Nizza. Später wirkte er als Violinlehrer am Konservatorium Winterthur sowie in Nürnberg und Fürth. Von 1893 bis 1896 war Winderstein erster Chefdirigent des neu gegründeten Kaim Orchesters, der heutigen Münchner Philharmoniker. In Leipzig gründete er 1896 das Winderstein Orchester, das bis 1918 in der Alberthalle des Krystallpalast (Leipzig) seine Heimstatt hatte. Es war eines der meistgebuchten Symphonieorchester in Deutschland um die Jahrhundertwende. Winderstein trat mit seiner ins Leben gerufenen Reihe Philharmonische Konzerte in Konkurrenz zu den traditionellen Konzerten am Gewandhaus zu Leipzig. Viele Komponisten, wie Jean Sibelius, Frederick Delius, Ferdinand Pfohl oder Ferdinand Thieriot nutzten diese professionelle Orchester, um ihre Novitäten dem Leipziger Publikum vorzustellen. In den Sommermonaten trat das Orchester von 1906 bis 1925 in Bad Nauheim als größtes Kurorchester Deutschlands auf, da Winderstein sich sehr um die finanzielle Absicherung seiner Musiker, auch außerhalb der Konzertsaison, sorgte.  Von 1898 bis 1899 leitete Winderstein auch die Leipziger Singakademie. 
Seine Kompositionen für Orchester beinhalten u. a. die Werke Trauermarsch, Valse-Caprice, und Ständchen. Winderstein schrieb auch Werke für Violine und Piano.

## Porträt
- Fotografie von Georg Brokesch, Leipzig, 21 × 11 cm, undatiert, (Objektdatenbank des Stadtgeschichtlichen Museums Leipzig, online)